# Décès en mars 2019

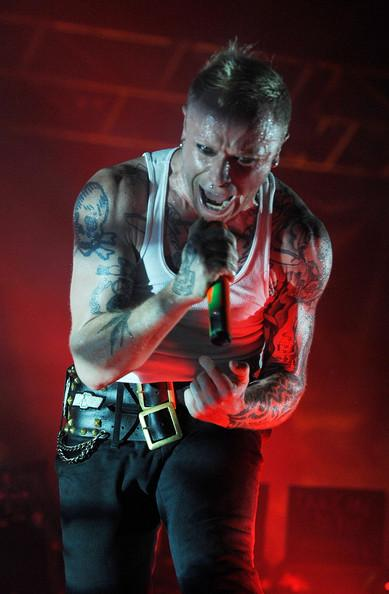
Keith Flint.

Décès
- 2015
- 2016
- 2017
- 2018
- 2019
- 2020
- 2021
- 2022
- 2023

Pour une information complémentaire, voir la page d'aide.

| Date     | Nom                              | Activités | Âge   | Source           |
| -------- | -------------------------------- | --- | ----- | ---------------- |
| 1er mars | Jaurès Alferov                   | Physicien soviétique puis russe. | 88    | [réf. souhaitée] |
| 1er mars | Maïmouna Kane                    | Femme politique et juriste sénégalaise. | 81    |                  |
| 1er mars | Ludo Loos                        | Cycliste sur route belge. | 64    | (nl)             |
| 1er mars | Eusebio Pedroza                  | Boxeur panaméen. | 62    | (es)             |
| 1er mars | Kevin Roche                      | Architecte irlandais. | 96    | (en)             |
| 1er mars | Peter van Gestel                 | Écrivain néerlandais. | 81    | (nl)             |
| 2 mars   | Keith Davis                      | Joueur de rugby à XV néo-zélandais. | 89    | (en)             |
| 2 mars   | Armand Frémont                   | Géographe français. | 86    |                  |
| 2 mars   | David Held                       | Politologue et sociologue britannique. | 68    | (en)             |
| 2 mars   | Med Hondo                        | Acteur et réalisateur franco-mauritanien. | 83    |                  |
| 2 mars   | François Konrady                 | Footballeur français. | 88    |                  |
| 2 mars   | Keith Harvey Miller              | Homme politique américain. | 94    | (en)             |
| 2 mars   | Beatriz Taibo                    | Actrice argentine | 86    | (es)             |
| 2 mars   | Larissa Zakharova                | Historienne russe de la Russie au XXe siècle. | 41    |                  |
| 3 mars   | Antoine Emaz                     | Poète français. | 64    |                  |
| 3 mars   | Ben Hamilton-Baillie             | Architecte et urbaniste britannique. | 63    | (en)             |
| 3 mars   | Michel Jeanneret                 | Historien de la littérature suisse. | 78    |                  |
| 3 mars   | Aziz Maouhoub                    | Acteur marocain. | 80    |                  |
| 4 mars   | Eric Caldow                      | Footballeur puis entraîneur écossais. | 84    | (en)             |
| 4 mars   | Juan Vallejo Corona              | Tueur en série américain. | 85    | (en)             |
| 4 mars   | Keith Flint                      | Chanteur, danseur et musicien britannique. | 49    | [réf. souhaitée] |
| 4 mars   | King Kong Bundy                  | Catcheur américain. | 63    | (en)             |
| 4 mars   | Klaus Kinkel                     | Juriste et homme politique allemand. | 82    |                  |
| 4 mars   | Ted Lindsay                      | Joueur canadien de hockey sur glace. | 93    | (en)             |
| 4 mars   | Luke Perry                       | Acteur et producteur de cinéma et de télévision américain.                                                                                          | 52    |                  |
| 4 mars   | Christian Alers                  | Acteur français. | 96    |                  |
| 4 mars   | Jean Starobinski                 | Historien des idées, théoricien de la littérature, critique littéraire et médecin psychiatre suisse.                                                | 98    |                  |
| 4 mars   | Sidney Verba                     | Politologue et bibliothécaire américain. | 86    | (en)             |
| 5 mars   | André Damien                     | Avocat et homme politique français. | 88    |                  |
| 5 mars   | Jacques Loussier                 | Pianiste et compositeur français. | 84    |                  |
| 5 mars   | Esteban Righi                    | Avocat et homme politique argentin. | 80    | (es)             |
| 6 mars   | John Habgood                     | Prélat anglican britannique. | 91    | (en)             |
| 6 mars   | José Pedro Pérez-Llorca          | Avocat et homme politique espagnol. | 78    |                  |
| 6 mars   | Daniel Rudisha                   | Athlète kenyan, médaillé d'argent aux Jeux olympiques d'été de 1968.                                                                                | 73    | (en)             |
| 6 mars   | Carolee Schneemann               | Artiste plasticienne américaine. | 79    | (en)             |
| 7 mars   | Dick Beyer                       | Catcheur américain. | 87    | (en)             |
| 7 mars   | Pino Caruso                      | Acteur, animateur de télévision, scénariste, réalisateur et écrivain italien.                                                                       | 84    | (it)             |
| 7 mars   | Marius Cottier                   | Homme politique suisse. | 81    |                  |
| 7 mars   | Guillaume Faye                   | Journaliste et essayiste français. | 69    | (it)             |
| 7 mars   | Ralph Hall                       | Homme politique américain. | 95    | (en)             |
| 7 mars   | Mohamed Habib Hila               | Historien, philologue et islamologue tunisien. | 87    | (ar)             |
| 7 mars   | Patrick Lane                     | Poète et critique canadien. | 79    | (en)             |
| 7 mars   | Dick Nichols                     | Homme politique américain. | 92    | (en)             |
| 7 mars   | Carmine Persico                  | Meurtrier américain. | 85    | (en)             |
| 7 mars   | Joseph Marcel Ramet              | Médecin pédiatre belge et professeur d'université.                                                                                                  | 64    |                  |
| 7 mars   | Issei Suda                       | Photographe japonais. | 78    | (ja)             |
| 8 mars   | Raoul Barrière                   | Joueur puis entraîneur de rugby à XV français. | 91    |                  |
| 8 mars   | Jacques Bodoin                   | Chansonnier français. | 97    |                  |
| 8 mars   | Kelly Catlin                     | Coureuse cycliste américaine, médaillée d'argent aux Jeux olympiques d'été de 2016.                                                                 | 23    | (en)             |
| 8 mars   | Michael Gielen                   | Chef d'orchestre et compositeur autrichien. | 91    |                  |
| 8 mars   | George Morfogen                  | Acteur américain. | 85    | (en)             |
| 8 mars   | Mesrob II Mutafyan               | Prélat turc de l'Église apostolique arménienne, ancien patriarche arménien de Constantinople.                                                       | 62    | (en)             |
| 8 mars   | Rosto                            | Réalisateur, écrivain et musicien néerlandais. | 50    |                  |
| 8 mars   | Bernard Saules                   | Arbitre de football et homme politique français. | 64    |                  |
| 9 mars   | Jed Allan                        | Acteur américain. | 84    | (en)             |
| 9 mars   | Pierre Chevalier                 | Producteur de cinéma français. | 73    |                  |
| 9 mars   | Bernard Dadié                    | Écrivain et homme politique ivoirien. | 103   |                  |
| 9 mars   | Vladimir Etouch                  | Acteur soviétique puis russe. | 96    | (ru)             |
| 9 mars   | Patrick Grandperret              | Producteur de cinéma, réalisateur et scénariste français.                                                                                           | 72    |                  |
| 9 mars   | Harry Howell                     | Joueur canadien de hockey sur glace. | 86    | (en)             |
| 9 mars   | Robert Lemaître                  | Footballeur français. | 90    |                  |
| 9 mars   | Albert Marenčin                  | Écrivain surréaliste slovaque. | 96    | (sk)             |
| 9 mars   | Pierre de Saintignon             | Homme politique français. | 70    |                  |
| 10 mars  | Farid Bamouhammad                | Criminel français. | 51    |                  |
| 10 mars  | Roger Dajoz                      | Biologiste et entomologiste français, professeur au Muséum national d'histoire naturelle.                                                           | 89    |                  |
| 10 mars  | Josef Feistmantl                 | Lugeur autrichien, champion en double aux Jeux olympiques d'hiver de 1964.                                                                          | 80    | (de)             |
| 10 mars  | Alékos Spanoudákis               | Joueur grec de basket-ball. | 91    | (en)             |
| 10 mars  | Sebastiano Tusa                  | Archéologue et homme politique italien. | 66    | (it)             |
| 11 mars  | Hal Blaine                       | Batteur américain. | 90    | (en)             |
| 11 mars  | Coutinho                         | Footballeur brésilien. | 75    |                  |
| 11 mars  | Julienne Salvat                  | Enseignante, femme de lettres et comédienne française.                                                                                              | 86    |                  |
| 12 mars  | Celso Alonso                     | Footballeur espagnol. | 87    | (es)             |
| 12 mars  | Věra Bílá                        | Chanteuse tchèque. | 64    |                  |
| 12 mars  | Stu Briese                       | Homme politique canadien. | 72    | (en)             |
| 12 mars  | Claude Champaud                  | Universitaire français. | 90    |                  |
| 12 mars  | Günter Dreyer                    | Égyptologue allemand. | 75    | (en)             |
| 12 mars  | Leopold Kozłowski                | Pianiste, compositeur et chef d'orchestre polonais.                                                                                                 | 100   | (en)             |
| 13 mars  | Beril Dedeoğlu                   | Femme politique turque. | 57    | (en)             |
| 13 mars  | Paul Hutchins                    | Joueur de tennis britannique. | 73    | (en)             |
| 13 mars  | John Kenneth McKinnon            | Homme politique canadien. | 82    | (en)             |
| 13 mars  | Andrea Pollack                   | Nageuse est-allemande puis allemande, quadruple championne olympique et triple vice-championne olympique aux Jeux olympiques d'été de 1976 et 1980. | 57    | (de)             |
| 14 mars  | Birch Bayh                       | Homme politique américain. | 91    | (en)             |
| 14 mars  | Godfried Danneels                | Cardinal belge. | 85    |                  |
| 14 mars  | Simon Messagier                  | Peintre français. | 60/61 |                  |
| 14 mars  | Ralph Metzner                    | Écrivain et scientifique américain. | 82    | (en)             |
| 14 mars  | Philippe Mohlitz                 | Graveur français. | 78    |                  |
| 14 mars  | Ilona Novák                      | Nageuse hongroise, championne aux Jeux olympiques d'été de 1952.                                                                                    | 93    | (hu)             |
| 14 mars  | Jake Phelps                      | Journaliste américain. | 56    | (en)             |
| 14 mars  | Charlie Whiting                  | Arbitre sportif britannique. | 66    |                  |
| 15 mars  | Okwui Enwezor                    | Écrivain, poète, critique d'art et professeur américano-nigérian.                                                                                   | 55    | (en)             |
| 15 mars  | John Wesley Jones                | Athlète américain, champion aux Jeux olympiques d'été de 1976.                                                                                      | 60    | (en)             |
| 15 mars  | William S. Merwin                | Écrivain, poète et traducteur américain. | 91    | (en)             |
| 15 mars  | Dominique Noguez                 | Écrivain français. | 76    |                  |
| 15 mars  | Jean-Pierre Richard              | Critique littéraire français. | 96    |                  |
| 15 mars  | Gerhard Skiba                    | Homme politique autrichien. | 71    | (de)             |
| 16 mars  | Axel Bertram                     | Designer, dessinateur, graphiste et typographe allemand.                                                                                            | 82    | (de)             |
| 16 mars  | Georges Courtois                 | Criminel français. | 71    |                  |
| 16 mars  | Dick Dale                        | Guitariste américain. | 81    | (en)             |
| 16 mars  | Larry DiTillio                   | Scénariste américain. | 79    | (en)             |
| 16 mars  | Richard Erdman                   | Acteur américain. | 93    | (en)             |
| 16 mars  | Joseph Fafard                    | Sculpteur canadien. | 76    |                  |
| 16 mars  | Barbara Hammer                   | Réalisatrice américaine. | 79    | (en)             |
| 16 mars  | Gilbert Hottois                  | Philosophe belge. | 72    |                  |
| 16 mars  | Yann-Fañch Kemener               | Chanteur et ethnomusicologue français. | 61    |                  |
| 16 mars  | Alan Krueger                     | Économiste et professeur américain. | 58    | (en)             |
| 16 mars  | Grozdana Olujić                  | écrivaine et traductrice serbe. | 84    | (en)             |
| 16 mars  | Mohamed Mahmoud Ould Ahmed Louly | Homme politique mauritanien. | 76    |                  |
| 17 mars  | Ken Bald                         | Dessinateur de bandes dessinées américain. | 98    | (en)             |
| 17 mars  | Ulf Bengtsson                    | Pongiste suédois. | 59    | (se)             |
| 17 mars  | René Fontès                      | Dirigeant sportif (ASM Clermont Auvergne) et homme politique français.                                                                              | 77    |                  |
| 17 mars  | Víctor Genes                     | Footballeur paraguayen. | 57    | (es)             |
| 17 mars  | Paul-André Massé                 | Homme politique canadien. | 71    |                  |
| 17 mars  | Manohar Parrikar                 | Homme politique indien. | 63    | (en)             |
| 17 mars  | William Sabatier                 | Acteur français. | 95    |                  |
| 17 mars  | Andre Williams                   | Auteur-compositeur américain. | 82    | (en)             |
| 17 mars  | Robert Wogensky                  | Peintre français. | 99    |                  |
| 18 mars  | Miklos Bokor                     | Peintre français. | 92    |                  |
| 18 mars  | John Carl Buechler               | Réalisateur et maquilleur américain. | 66    | (en)             |
| 18 mars  | Marcel-Pierre Cléach             | Homme politique français. | 85    |                  |
| 18 mars  | Eugène Cogrel                    | Conteur français. | 83    |                  |
| 18 mars  | Kenneth To                       | Nageur australien. | 26    | (en)             |
| 19 mars  | Pierre Chanoine-Martiel          | Pilote de ligne français. | 97    |                  |
| 19 mars  | Marlen Khoutsiev                 | Réalisateur et scénariste soviétique puis russe. | 93    | (ru)             |
| 20 mars  | Jacques Cerf                     | Compositeur suisse. | 87    |                  |
| 20 mars  | Nobuhiko Higashikuni             | Prince impérial japonais. | 74    | (ja)             |
| 20 mars  | Donald Kalpokas                  | Homme politique vanuatais. | 75    | (en)             |
| 20 mars  | Ralph Stefan Solecki             | Archéologue américain. | 101   | (en)             |
| 20 mars  | Mary Warnock                     | Philosophe britannique. | 94    | (en)             |
| 21 mars  | Jean Abélanet                    | Archéologue et historien français. | 93    |                  |
| 21 mars  | Marcel Detienne                  | Anthropologue et historien belge. | 83    |                  |
| 21 mars  | Roberto Elías                    | Footballeur international péruvien. | 78    |                  |
| 21 mars  | Jacques Fontaine                 | Frère dominicain français. | 97    |                  |
| 21 mars  | Pierre Jutand                    | Peintre français. | 83    |                  |
| 22 mars  | Frans Andriessen                 | Homme politique néerlandais. | 89    | (nl)             |
| 22 mars  | Prudent Carpentier               | Homme politique canadien. | 97    |                  |
| 22 mars  | Jean Dercourt                    | Géologue français. | 84    |                  |
| 22 mars  | Scott Walker                     | Auteur-compositeur-interprète américano-britannique.                                                                                                | 76    |                  |
| 23 mars  | Claude Besson                    | Chanteur français. | 70    |                  |
| 23 mars  | Lina Cheryazova                  | Skieuse acrobatique ouzbèke, championne aux Jeux olympiques d'hiver de 1994.                                                                        | 50    | (ru)             |
| 23 mars  | Larry Cohen                      | Réalisateur, producteur et scénariste américain. | 82    | (en)             |
| 23 mars  | Jacques Dessemme                 | Joueur français de basket-ball. | 93    |                  |
| 23 mars  | Denise DuBarry                   | Actrice américaine. | 63    | (en)             |
| 23 mars  | Rafael Eitan                     | Homme politique israélien. | 92    | (en)             |
| 23 mars  | Patrick Keil                     | Magistrat français. | 55    |                  |
| 23 mars  | Hélène Védrine                   | Philosophe française. | 92    |                  |
| 24 mars  | Olivier Cinna                    | Dessinateur de bande dessinée français. | 46    |                  |
| 24 mars  | Nancy Gates                      | Actrice américaine. | 93    | (en)             |
| 24 mars  | Gabriel Okara                    | Écrivain nigérian. | 97    | (en)             |
| 24 mars  | Joseph Pilato                    | Acteur américain. | 70    | (en)             |
| 25 mars  | Paul Bouchet                     | Juriste et avocat français. | 94    |                  |
| 25 mars  | Michel Lamothe                   | Bassiste canadien. | 71    |                  |
| 25 mars  | Miklós Martin                    | Poloïste hongrois, double champion olympique (1952, 1956).                                                                                          | 87    | (hu)             |
| 26 mars  | Michel Bacos                     | Pilote de ligne français. | 95    |                  |
| 26 mars  | Ted Burgin                       | Footballeur britannique. | 91    | (en)             |
| 26 mars  | François Dubanchet               | Homme politique français. | 95    |                  |
| 26 mars  | Andrew Marshall                  | Économiste américain. | 97    | (en)             |
| 26 mars  | W. H. Pugmire                    | Écrivain américain. | 67    | (en)             |
| 26 mars  | Fuyumi Shiraishi                 | Seiyū japonaise. | 77    |                  |
| 26 mars  | Bernard Sichère                  | Philosophe français. | 75    |                  |
| 27 mars  | Friedrich Achleitner             | Architecte et écrivain autrichien. | 88    | (de)             |
| 27 mars  | Pierre Bourguignon               | Homme politique français. | 77    |                  |
| 27 mars  | Valeri Bykovski                  | Cosmonaute soviétique. | 84    | (ru)             |
| 27 mars  | Jan Dydak                        | Boxeur polonais, médaillé de bronze aux Jeux olympiques d'été de 1988.                                                                              | 50    | (pl)             |
| 27 mars  | Gilbert Gross                    | Homme d'affaires français. | 87    |                  |
| 28 mars  | François-Marc Gagnon             | Écrivain et historien de l'art canadien. | 83    |                  |
| 28 mars  | Pierre Lacroix                   | Joueur français de rugby à XV. | 84    |                  |
| 28 mars  | Maury Laws                       | Compositeur américain. | 95    | (en)             |
| 29 mars  | Mariza Dias Costa                | Caricaturiste et illustratrice guatémalto-brésilienne                                                                                               | 66    | (pt-BR)          |
| 29 mars  | Joe Enook                        | Homme politique canadien. | 61    | (en)             |
| 29 mars  | Dobrica Erić                     | Écrivain, dramaturge et poète yougoslave puis serbe.                                                                                                | 82    | (hr)             |
| 29 mars  | Maurice Hardouin                 | Footballeur français. | 71    |                  |
| 29 mars  | Max Querrien                     | Haut fonctionnaire et homme politique français. | 97    |                  |
| 29 mars  | Shane Rimmer                     | Acteur canadien. | 89    | (en)             |
| 29 mars  | Agnès Varda                      | Photographe, réalisatrice de cinéma et plasticienne française.                                                                                      | 90    |                  |
| 29 mars  | Ed Westcott                      | Photographe américain. | 97    | (en)             |
| 30 mars  | Paloma Cela                      | Actrice espagnole. | 76    | (es)             |
| 30 mars  | Tania Mallet                     | Mannequin et actrice britannique, James Bond girl dans Goldfinger.                                                                                  | 77    |                  |
| 30 mars  | Larbi Othmani                    | Footballeur français. | 70    |                  |
| 30 mars  | Jim Russell                      | Pilote automobile britannique. | 98    |                  |
| 31 mars  | Cesare Dujany                    | Homme politique italien. | 99    | (it)             |
| 31 mars  | Natalia Fileva                   | Femme d'affaires russe. | 55    | (en)             |
| 31 mars  | Charles Foster                   | Athlète américain. | 65    | (en)             |
| 31 mars  | José Antonio Gurriarán           | Journaliste et écrivain espagnol. | 80    |                  |
| 31 mars  | Nipsey Hussle                    | Rappeur américain. | 33    | (en)             |
| 31 mars  | Corrado Hérin                    | Coureur cycliste italien. | 52    | (en)             |
| 31 mars  | Yves Préfontaine                 | Écrivain canadien. | 82    |                  |
| 31 mars  | Hédi Turki                       | Peintre tunisien. | 96    |                  |